# 新建國戲院
22°59′23″N 120°12′37″E / 22.989850°N 120.210280°E
新建國戲院，位於臺灣臺南市中西區民權路，為臺灣僅存少數專播色情片、保留老戲院文化的電影院。已經於2016年倒閉 ，建築仍在。

## 歷史
新建國戲院原址為創建於康熙二十六年、祀奉福建水師提督吳英的吳將軍祠，後改為吳氏家廟。戲院開張於1964年，戲院取名為「建國」，同於當時所在處的路名－建國路。1969年轉型為歌廳，後又改回電影院，之後專門播放限制級的色情影片。手繪看板為裸身男女的劇照。

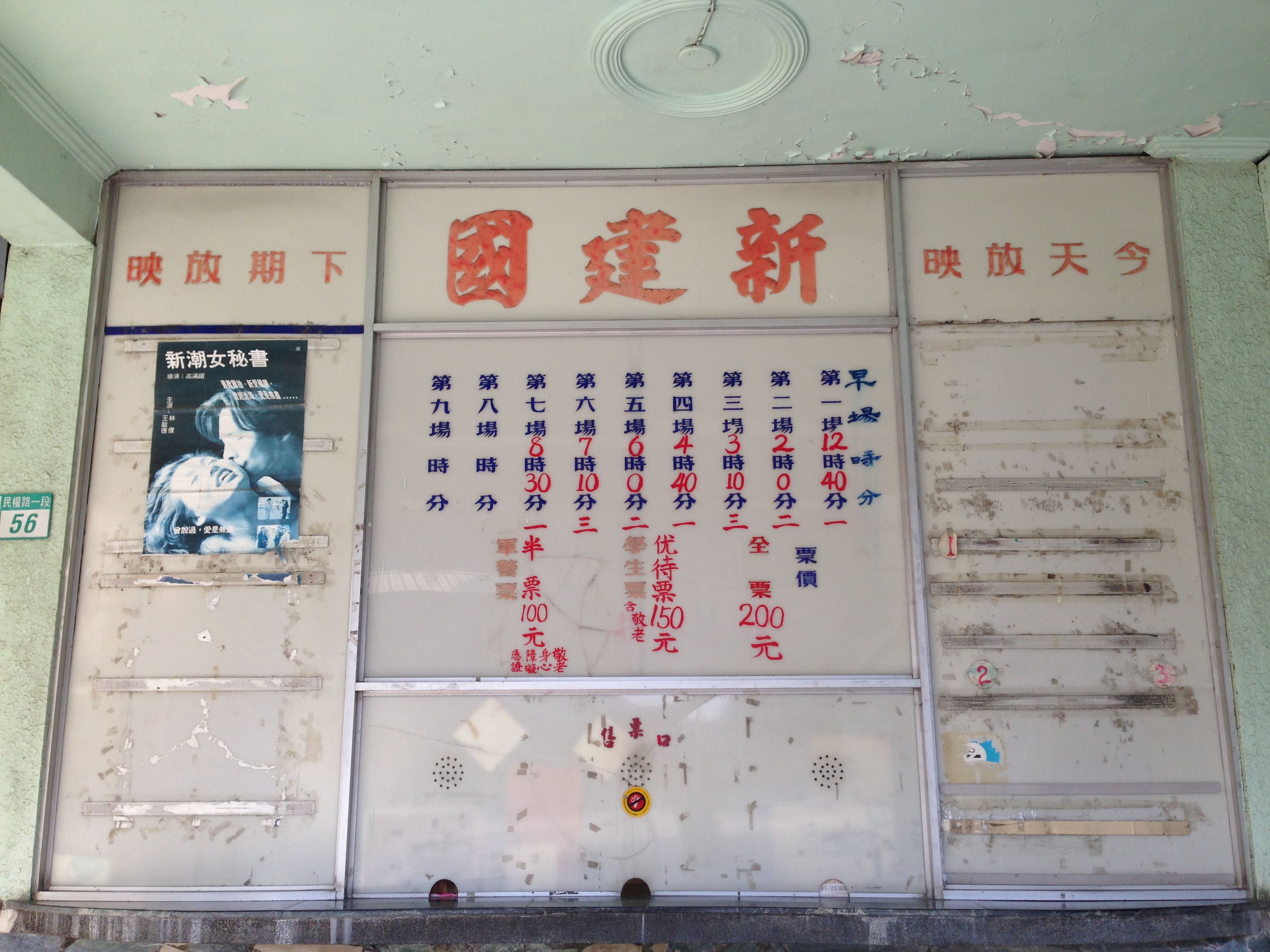
新建國戲院售票口

此座老戲院曾為許多台南人心中「轉大人」的象徵。依2014年《聯合文學》訪問作家黃崇凱的經驗，最常播映的是韓國成人影片、其次歐美色情片，有時穿插1990年代後期的台灣本土成人影片。影片中的第三點一律噴霧或厚馬賽克處理。平日下午時段觀眾稀少，全都是中年男性。